# Долна Стрегова
Долна Стрегова (словац. Dolná Strehová) — село, громада округу Вельки Кртіш, Банськобистрицький край, центральна Словаччина, регіон Новоград. Кадастрова площа громади — 21,13 км². Протікають річки Какатка і Любореч.

Населення 1054 осіб (станом на 31 грудня 2017 року).

## Історія
Долна Стрегова вперше згадується в 1251 році.

## Населення
| Рік:            | 1994. | 2004.   | 2014.   | 2024.   |
| --------------- | ----- | ------- | ------- | ------- |
| Кількість осіб: | 1050  | 1017    | 1046    | 1007    |
| Різниця:        |       | -3,14 % | +2,85 % | -3,72 % |

| Рік:            | 2023. | 2024.   |
| --------------- | ----- | ------- |
| Кількість осіб: | 995   | 1007    |
| Різниця:        |       | +1,20 % |